# 麥迪遜·馬胥
麥迪遜·伊莎貝拉·馬胥（英語：Madison Isabella Marsh，2001年8月2日—）是一名美國空軍軍官，曾獲得2024年美國小姐稱號。馬胥曾獲得2023年科羅拉多州小姐稱號，她是第四位代表科羅拉多州贏得美國小姐冠軍的女性，也是第一位贏得美國小姐冠軍的美國軍官。

## 早年生活和教育
馬胥出生於阿肯色州史密斯堡，有四個兄弟姐妹。父親麥克·馬胥（Mike Marsh）是一名醫生，母親惠特尼·馬胥（Whitney Marsh）是一名法院指定的特別倡導者（CASA）。馬胥的母親在馬胥17歲時死於胰腺癌，這促使馬胥成為一名宣傳和預防胰腺癌的活動家。2019年，她以母親的名義成立惠特尼·馬胥基金會，為癌症研究籌集資金。
馬胥就讀於南城高中，並於2019年畢業。在童年和少年時期，她參加過太空營和飛行課程，16歲時獲得飛行員執照。這使她進入位於科羅拉多州艾爾帕索縣的美國空軍學院就讀，並於2023年畢業，獲得天文物理學學位。畢業後，馬胥成為美國空軍少尉。後來，馬胥進入哈佛甘迺迪學院攻讀公共政策碩士學位。

## 選美比賽
2023年，馬胥被選為2023年學院小姐，這是一場為美國空軍學院女生舉辦的選美比賽。作為學院小姐，她有資格參加2023年科羅拉多小姐選美，並在2023年5月贏得冠軍。這是她第三次參加科羅拉多小姐競選。身為科羅拉多小姐，馬胥成為第一位由現役軍官擔任的美國小姐選手。

### 2024年美國小姐
身為科羅拉多州小姐，馬胥被選中代表科羅拉多州參加2024年美國小姐選美比賽。2024年美國小姐選美於2024年1月14日在佛羅里達州奧蘭多菲利普斯博士表演藝術中心舉行。在選美比賽中，馬胥先後晉級11強和5強，最終擊敗亞軍德克薩斯州的埃莉·布雷克斯（Ellie Breaux）獲得冠軍。身為2024年美國小姐，馬胥成為第四位代表科羅拉多州贏得選美冠軍的女性，也是第一位獲得冠軍的美國軍官。作為獎金的一部分，馬胥獲得50,000美元的獎學金，用於繼續深造。

## 個人生活
馬胥擁有跆拳道黑帶。2024年1月，馬胥宣布與沃克·莫里斯（Walker Morris）訂婚。

## 外部連結
- Miss America official website

| 奖项与成就             | 奖项与成就        | 奖项与成就 |
| ---------------------- | ----------------- | ---------- |
| 前任者： 葛莉絲·斯坦克 | 美國小姐 2024     | 現任       |
| 前任者： 薩凡納·卡瓦諾 | 科羅拉多小姐 2023 | 現任       |